# بلومینگ گراو (نیویورک)
بلومینگ گراو شهری در شهرستان اورنج واقع در ایالت نیویورک است. جمعیت این شهر در سرشماری سال ۲۰۱۰، ۱۸۰۲۸ تعیین شد.